# Stenetrium truncatum
Stenetrium truncatum är en kräftdjursart som beskrevs av Nicholls 1929. Stenetrium truncatum ingår i släktet Stenetrium och familjen Stenetriidae. Inga underarter finns listade i Catalogue of Life.